# Anthème III de Constantinople
Pour les articles homonymes, voir Anthème.

Anthème III de Constantinople (en grec : Άνθιμος Γ΄), né sur Naxos en 1762, décédé en 1842, fut patriarche de Constantinople du 28 juillet 1822 au 9 juillet 1824.